# Paulo Cafôfo
Paulo Alexandre Nascimento Cafôfo (Santa Luzia, Funchal, 18 de maio de 1971) é um professor de História e político português. Atualmente, é secretário de Estado das Comunidades Portuguesas. Foi deputado à Assembleia Legislativa da Madeira pelo Partido Socialista. Foi presidente da Câmara Municipal do Funchal entre 2013 e 2019. Nas eleições autárquicas desse ano, concorreu como cabeça-de-lista independente numa coligação que reunia seis partidos: Partido Socialista, Bloco de Esquerda, Nova Democracia, Partido da Terra, Partido Trabalhista e Partido pelos Animais e Natureza. Nas autárquicas seguintes, em 2017, foi reeleito ao cargo, concorrendo desta vez numa nova coligação que reunia PS, BE, Juntos Pelo Povo, Partido Democrático Republicano e Nós, Cidadãos!.

## Biografia
Paulo Cafôfo nasceu no Funchal em maio de 1971, na freguesia de Santa Luzia. Tem dois filhos.

### Formação académica
Paulo Cafôfo iniciou o seu percurso académico no Convento de Santa Clara, passando depois pelo colégio de Santa Teresinha, Salesianos e APEL. Seguiu as pisadas da mãe, professora, e licenciou-se em História pela Faculdade de Letras da Universidade de Coimbra. Tornou-se professor de História e exerceu docência em várias escolas da Região Autónoma da Madeira, a par de diversos cargos de direção nos Conselhos Executivos e Pedagógicos.

### Percurso profissional
O seu conceito de cidadania participativa fê-lo intervir ativamente e assumir vários cargos em diversas organizações. Foi dirigente do Sindicato dos Professores da Madeira e foi aí que se tornou conhecido no meio político. Foi Secretário-Nacional e Conselheiro-Nacional da FENPROF. Pertenceu aos órgãos sociais da ARCHAIS (Associação de Arqueologia e Defesa do Património da Madeira), nomeadamente enquanto membro da Direção e Presidente do Conselho Fiscal. Mais recentemente, foi vice-presidente e coordenador da área de Política do Laboratório de Ideias da Madeira, estrutura que desenvolveu uma série de debates com diversas personalidades, tendo em vista as várias áreas da governação Regional e Local.

### Percurso político

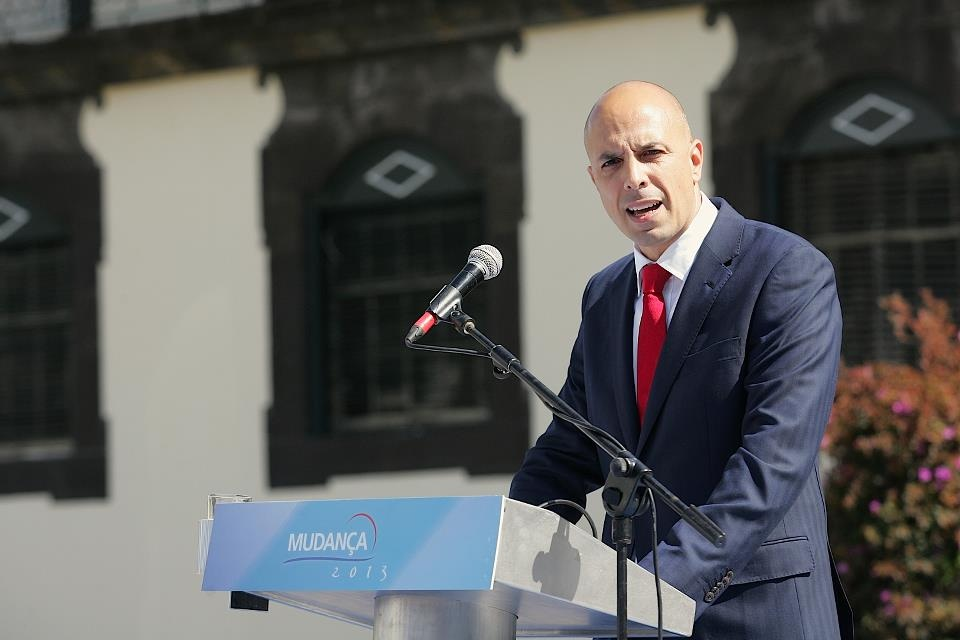
Paulo Cafôfo em 2013

Paulo Cafôfo entrou na política quando foi convidado a encabeçar a Coligação Mudança ao município do Funchal nas eleições autárquicas de 2013. A coligação integrava o Partido Socialista (PS), o Bloco de Esquerda (BE), a Nova Democracia (PND), o Partido da Terra (MPT), o Partido Trabalhista (PTP) e o Partido pelos Animais e pela Natureza (PAN; entretanto renomeado Pessoas-Animais-Natureza). Cafôfo foi indicado e convidado pelo Partido Socialista, o principal partido da coligação, apesar de não ter filiação partidária.
Foi eleito presidente da Câmara Municipal do Funchal no dia 29 de setembro e tomou posse a 21 de outubro, tornando-se no primeiro presidente deste município a não ser eleito pelo PSD desde a Revolução dos Cravos e a Constituição de 1976. Pôs fim a quase 40 anos de maiorias absolutas do PSD no executivo camarário funchalense.
O seu primeiro mandato ficou marcado pela dissidência e demissão da sua vice-presidente, dois outros vereadores e a presidente da assembleia municipal, assim como a perda do apoio do PND e do PTP, isto tudo depois de ter retirado os pelouros ao vereador do PND, Gil Canha. No plano económico e das iniciativas, neste mandato houve uma redução da dívida da câmara (a mais baixa em 15 anos), a realização do primeiro Orçamento Participativo na Região Autónoma da Madeira, a criação da Loja do Munícipe do Funchal, a reabertura do Complexo Balnear do Lido, que tinha sido destruído na aluvião de 20 de fevereiro de 2010, e a definição da reabilitação urbana como o desafio da década para a cidade.
Em 2017, recandidatou-se à presidência do Funchal numa nova coligação intitulada Confiança, de novo constituída pelo PS e BE, mas desta vez com novos parceiros minoritários: Juntos Pelo Povo, Partido Democrático Republicano e Nós, Cidadãos!. Foi reeleito a 1 de outubro desse ano e tomou posse dia 20 do mesmo mês.
No decurso da sua atividade política, presidiu igualmente à AMRAM - Associação de Municípios da Região Autónoma da Madeira e à CMU - Confederação dos Municípios Ultraperiféricos.
Renunciou ao mandato de presidente da Câmara Municipal do Funchal a 1 de junho de 2019, com vista a ser candidato a presidente do Governo Regional da Madeira, indicado pelo Partido Socialista, nas eleições legislativas regionais de 2019. Foi eleito deputado à Assembleia Legislativa Regional da Madeira (2019-2021) e o PS obteve 19 deputados na Assembleia Regional, um recorde até então.
A 25 de julho de 2020 torna-se presidente do Partido Socialista da Madeira, tendo sido o único candidato que se apresentou às eleições internas. No entanto, em setembro de 2021, depois dos maus resultados obtidos pelo PS na Madeira, no âmbito das eleições autárquicas de 2021, em que a coligação PSD/CDS derrotou o PS e venceu a Câmara Municipal do Funchal, Paulo Cafôfo renunciou ao cargo de presidente do PS/Madeira e ao mandato de deputado à Assembleia Legislativa Regional da Madeira.
Desde março de 2022, é Secretário de Estado das Comunidades Portuguesas do XXIII Governo Constitucional.
Em dezembro de 2023, depois dos maus resultados obtidos pelo PS nas eleições regionais da Madeira, em que desceu de 19 para 11 deputados, foi novamente eleito presidente do PS/Madeira, tendo sido o único candidato que se apresentou às eleições internas.